# 佐世保市立大野中学校
佐世保市立大野中学校（させぼしりつ おおのちゅうがっこう）は、長崎県佐世保市松瀬町にある公立中学校。

## 概要
歴史
学制改革の行われた1947年（昭和22年）に新制中学校として創立。2017年（平成29年）に創立70周年を迎える。
校区
住所表記で佐世保市の後に「桜木町、赤木町、矢峰町、瀬戸越一～四丁目、瀬戸越町、松原町、原分町、松瀬町、知見寺町、大野町、田原町、楠木町」が続く地域。小学校区は佐世保市立大野小学校、佐世保市立春日小学校。
校訓
「至誠をもって、生涯を貫こう」
校章
1950年（昭和25年）に制定。「大」の文字を円状に5個並べ、中央に「中」の文字を置いている。
校歌
1950年（昭和25年）に校章とともに制定。作詞は福原一穂、作曲は伊藤英一による。歌詞は3番まであり、3番に校名の「大野」が登場する。

## 沿革
- 1947年（昭和22年）
  - 4月1日 - 学制改革（六・三制の実施）が行われる。
    - 旧・大野国民学校の初等科が改組され佐世保市立大野小学校となる。
    - 旧・大野国民学校の高等科が青年学校の普通科と統合され、新制中学校「佐世保市立大野中学校」（現校名）となる。当初、大野小学校に併設される。

  - 5月10日 - 開校。
- 1948年（昭和23年）5月24日 - 後援会を設立。
- 1949年（昭和24年）
  - 5月9日 - 後援会を育友会に改組。
  - 6月20日 - 普通教室4教室の増築が完成。
- 1950年（昭和25年）
  - 3月19日 - 校旗・校歌を制定。
  - 4月1日 - 校区改定により、横尾町を除く春日小学校区を編入。
- 1951年（昭和26年）8月 - 普通教室2を増築。
- 1953年（昭和28年）2月 - 家庭科教室1・普通教室4等を増築。
- 1956年（昭和31年）4月 - 運動場を拡張。普通教室4等を増築。
- 1958年（昭和33年）
  - 3月 - 上館4教室を増築。
  - 7月 - 小・中学校共同プールが完成。
- 1961年（昭和36年）
  - 2月 - 体育館が完成。
  - 3月 - 上館2教室が完成。
  - 5月 - 上館6教室が完成。
- 1963年（昭和38年）4月 - 鉄筋コンクリート造校舎（第一期工事、6教室）が完成。
- 1964年（昭和39年）3月 - 鉄筋コンクリート造校舎（第二期工事、6教室）が完成。
- 1965年（昭和40年）3月 - 運動場を拡張。
- 1966年（昭和41年）6月 - 土俵が完成。
- 1968年（昭和43年）
  - 3月 - 生徒会旗を制定。
  - 4月1日 - くすの木学園を特殊学級として編入。
  - 12月 - 鉄筋コンクリート造本館（3教室）が完成。
- 1971年（昭和46年）
  - 1月 - 北の富士が来場。
  - 3月 - 技術科室が完成。
- 1972年（昭和47年）3月 - 家庭科室が完成。
- 1975年（昭和50年）
  - 3月 - 理科室が完成。
  - 5月 - 裏門が完成。
- 1979年（昭和54年）7月 - 下館校舎を改定。
- 1980年（昭和55年）3月 - 鉄筋コンクリート造4階建て校舎（20教室）が完成。
- 1984年（昭和59年）
  - 3月 - 鉄筋コンクリート造4階建て校舎を増築。
  - 4月1日 - 校区改定により、この時の入学生から春日町が清水中学校区となる。
- 1985年（昭和60年）3月 - 特別教室が完成。
- 1990年（平成2年）9月 - 英語指導助手（AET）を導入。
- 1993年（平成5年）
  - 3月 - コンピュータ室・クラブハウス（部室棟）が完成。
  - 7月 - 運動場を拡張。
- 1996年（平成8年）3月 - プールが完成。
- 1999年（平成11年）
  - 3月 - 心の教室を新設。
  - 8月 - 木造校舎を解体。
- 2003年（平成15年）3月 - 新体育館が完成。
- 2005年（平成17年）3月 - バリアフリー化工事が完了。
- 2006年（平成18年）4月1日 - 2学期制を導入。
- 2013年（平成25年）9月 - 完全給食を開始[2]。

## 交通アクセス
最寄りの鉄道駅
- 松浦鉄道（MR）西九州線 「左石駅」・「泉福寺駅」

最寄りのバス停
- 西肥バス「大野中学校下」バス停

最寄りの幹線道路
- 国道204号
- 国道498号
- 長崎県道151号佐世保世知原線

## 周辺
- アソカ北幼稚園
- 大野幼稚園
- 佐世保市立大野小学校
- 長崎県立佐世保西高等学校
- 長崎県立佐世保工業高等学校
- 長崎労災病院
- カトリック大野教会
- 相浦川

## 参考資料
- 「佐世保市史 教育篇」（1982年（昭和57年）5月20日発行, 佐世保市 市史編さん室）